# Giuseppe Caron
Giuseppe Caron (Treviño, 24 februari 1904 - aldaar, 3 maart 1998) was een politicus van Italiaanse afkomst. Hij was aangesloten bij de partij Democrazia Cristiana.

## Biografie
Caron was lange tijd werkzaam in de farmaceutische industrie en was tevens werkzaam als lobbyist. Gedurende de Tweede Wereldoorlog was hij betrokken bij het verzet tegen de Duitsers en was hij lid van de CDP in Trevino. In 1948 deed Caron mee aan de algemene verkiezingen in Italië en werd hij gekozen als senator. Het mandaat van Caron werd tot en met de verkiezingen van 1972 steeds verlengd.
Caron verwierf zijn eerste diplomatieke functie bij de Burgerluchtvaart, waar hij werkzaam was als staatssecretaris. Tussen 1955 en 1957 werkte hij als staatssecretaris van Publieke Werken in de regering van Antonio Segni. Vervolgens werkte Caron als staatssecretaris van Defensie (1957-1958, Regering-Zoli en 1958-1959, Regering-Fanfani). In november 1959 werd hij benoemd tot Europees commissaris voor de Interne Markt. Caron was de opvolger van landgenoot Piero Malvestiti, die president van de Hoge Autoriteit voor Kolen en Staal werd. Hij was al bekend met het Europese integratieproces door zijn werkzaamheden als Italiaans delegatieleider bij de Raad van Europa.
In januari 1962 werd Caron herkozen als commissaris voor de Interne Markt in de tweede commissie van Walter Hallstein. Hij werd tevens benoemd tot vicepresident. In mei 1963 verliet Caron de Commissie, nadat hij in april van dat jaar was herkozen in de Italiaanse senaat. Zijn functie werd overgenomen door Guido Colonna di Paliano. Tussen 1963 en 1968 werkte Caron als staatssecretaris van Financiën in het kabinet van Aldo Moro. Hij behield dezelfde functie in het eerste kabinet van Mariano Rumor en werd in 1969 benoemd tot minister van Financiën in het tweede kabinet van Rumor. In 1970 verliet Caron de Italiaanse politiek.
 Giuseppe Caron* ·  Guido Colonna di Paliano ·  Hans von der Gröben ·  Walter Hallstein ·  Lionello Levi Sandri ·  Sicco Mansholt ·  Robert Marjolin ·  Jean Rey ·  Henri Rochereau ·  Lambert Schaus 
  * afgetreden 
 Giuseppe Caron ·  Hans von der Gröben ·  Walter Hallstein ·  Robert Lemaignen ·  Lionello Levi Sandri ·  Piero Malvestiti** ·  Sicco Mansholt ·  Robert Marjolin · 
  Giuseppe Petrilli** ·  Michel Rasquin* ·  Jean Rey ·  Lambert Schaus 
  * overleden, ** afgetreden 
Piero Malvestiti (1958-59) · Giuseppe Caron (1959-63) · Guido Colonna di Paliano (1964-67) · Hans von der Gröben (1967-70) · Wilhelm Haferkamp (1970-73) · 
 Finn Olav Gundelach (1973-77) · Étienne Davignon (1977-81) · Karl-Heinz Narjes (1981-85) · Francis Arthur Cockfield (1985-89) · Martin Bangemann (1989-93) ·
 Raniero Vanni d'Archirafi (1993-95) · Mario Monti (1995-99) · Frits Bolkestein (1999-2004) · Charlie McCreevy (2004-10) · Michel Barnier (2010-14) · Elżbieta Bieńkowska (2014-)